# 7. (banijska) divizija (NOVJ)
7. (banijska) divizija je bila partizanska divizija, ki je delovala v sklopu NOV in POJ v Jugoslaviji med drugo svetovno vojno.
Ustanovljena je bila 22. novembra 1942.

## Zgodovina
Divizija je bila ustanovljena 22. novembra 1942 na ukaz Tita; ob ustanovitvi je imela 2.539 borcev.

## Poveljstvo
Poveljniki
- Pavle Jakšić

Politični komisarji
- Đuro Kladarin

## Sestava
November 1942
- 7. banijska udarna brigada
- 8. banijska udarna brigada
- 13. proletarska brigada »Rade Končar«